# Фреза кінцева

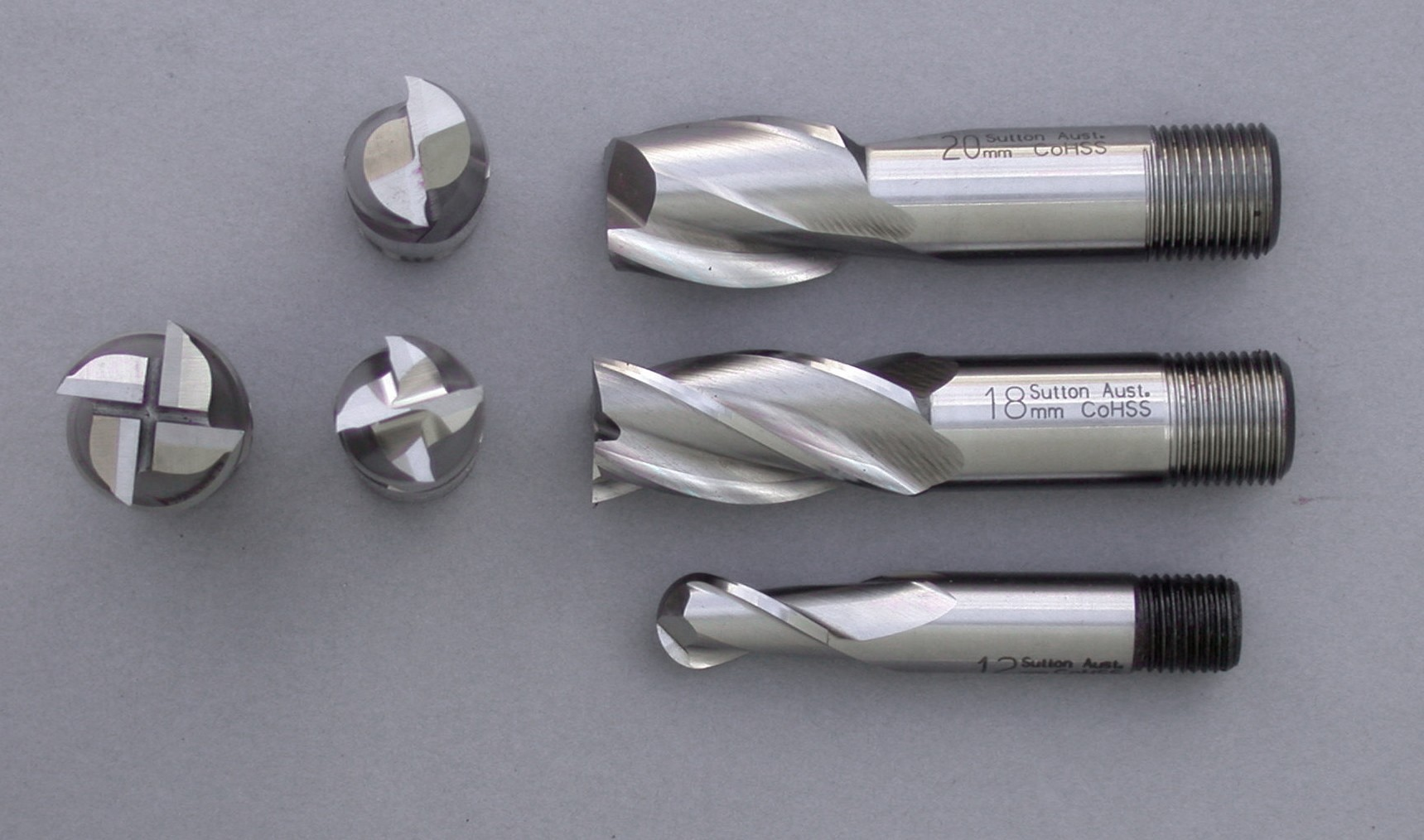
Кінцеві фрези (декілька типів)

Фреза кінцева використовується для обробки пазів, уступів із взаємно перпендикулярними поверхнями, та для контурної обробки заготівель.

## Типи кінцевих фрез
Розрізняють такі типи кінцевих фрез:
- Звичайна кінцева
- Шпонкова
- Для обробки пазів форми T

### Звичайна кінцева
Хвостовик такої фрези або циліндричний (d = 3…20 мм), або конічний з конусом Морзе (d = 14…63 мм). У фрез більшого діаметра використовується хвостовик з конусом 7:24. Кріплення фрези у шпінделі верстата при циліндричному хвостовику виконується за допомогою цангового патрона, а при конічному хвостовику, що має внутрішню різьбу, — штревелем (натяжним болтом), що проходить через порожній шпіндель верстату.

### Шпонкова
Шпонкова фреза має два зуби із глибокими прямими або похилими (ω = 12…15°) стружковими канавками, і довжиною робочої частини, рівною приблизно трьом діаметрам фрези. При цьому діаметр серцевини фрези збільшений до 0,35d, завдяки чому забезпечується максимальна твердість інструмента.
Особливість умов роботи шпонкових фрез полягає в тому, що шпонковий паз вона обробляє за кілька проходів. Наприкінці кожного проходу виконується врізання на глибину паза шляхом вертикальної подачі уздовж осі фрези. Цю роботу виконують різальні кромки, розташовані на торці фрези, заточені з кутом піднутрення 5° по конусу з вершиною, спрямованої убік хвостовика, та із заднім кутом α1 = 20°. Щоб уникнути при цьому значного збільшення осьової тридцятимільйонної сили різання, у швидкорізальних фрез роблять підточування поперечної кромки, як у свердел. У шпонкових фрез із напайними твердосплавними пластинами, одна із пластин доходить до центра, а інша виконується коротшою, і розташовується від центра на деякій відстані. Завдяки цьому значно спрощується технологія виготовлення фрези й поліпшується процес різання.
Переточування шпонкових фрез виконується по задній поверхні торцевих кромок. При цьому діаметр фрези зберігається незмінним, що необхідно для забезпечення сталості розміру паза.

### Для обробки пазів T-подібних
Фреза для обробки Т-подібного пазу працює у важких умовах і часто ламається через пакетування стружки. Для поліпшення її відводу такі фрези роблять із разнонаправленими зубцями, та з кутом піднутрення на торцях, рівним φ1 = 1…2°